# Ihor Skybiouk
Ihor Anatoliïovytch Skybiouk (en ukrainien : Ігор Анатолійович Скибюк) est un général ukrainien commandant les forces d'assaut aérien ukrainiennes à partir de février 2024.
Il est le commandant de la 80e brigade d'assaut aérien jusqu'en 2024.

## Décorations
Il est nommé Héros de l'Ukraine le 14 octobre 2022.